# USS Hudson (DD-475)
USS Hudson (DD-475) là một tàu khu trục lớp Fletcher được Hải quân Hoa Kỳ chế tạo trong Chiến tranh Thế giới thứ hai. Nó là chiếc tàu chiến thứ hai của Hải quân Mỹ được đặt theo tên Đại tá Hải quân William L. Hudson (1794-1862), người tham gia các cuộc Chiến tranh Mexico-Hoa Kỳ và Nội chiến Hoa Kỳ. Ngừng hoạt động không lâu sau khi Thế Chiến II kết thúc, con tàu được đưa về lực lượng dự bị cho đến khi bị rút đăng bạ năm 1972 và bị bán để tháo dỡ năm 1973. Nó được tặng thưởng chín Ngôi sao Chiến trận trong Thế Chiến II.

## Thiết kế và chế tạo
Hudson được đặt lườn tại Xưởng hải quân Boston vào ngày 20 tháng 2 năm 1942. Nó được hạ thủy vào ngày 3 tháng 6 năm 1942; được đỡ đầu bởi bà Henry H. Hough, phu nhân Đô đốc Henry H. Hough; và nhập biên chế vào ngày 13 tháng 4 năm 1943 dưới quyền chỉ huy của Hạm trưởng, Trung tá Hải quân Richard R. Pratt.

## Lịch sử hoạt động
Sau khi hoàn tất việc chạy thử máy và làm nhiệm vụ hộ tống dọc bờ biển Đại Tây Dương, Hudson lên đường đi Efate, New Hebrides, đến nơi vừa kịp lúc để tham gia bắn hỏa lực hỗ trợ cho cuộc đổ bộ ban đầu lên đảo Bougainville vào ngày 1 tháng 11 năm 1943. Khi quân Nhật tung ra một đợt không kích nặng nề vào ngày 8 tháng 11, chiếc tàu khu trục đã giúp chống trả, bắn rơi hai máy bay đối phương và trợ giúp bắn rơi một chiếc thứ ba. Sau đó nó tiến hành các cuộc càn quét chống tàu bè tại khu vực Truk và tham gia các chiến dịch tại đảo Green, Papua New Guinea vào ngày 1 tháng 2 năm 1944. Trên đường đi, nó đã tấn công và đánh chìm một tàu ngầm Nhật Bản vào ngày 31 tháng 1.
Sau một đợt nghỉ ngơi ngắn tại Australia, Hudson lên đường đi Kwajalein tham gia lực lượng được tập trung cho cuộc đổ bộ lên quần đảo Mariana. Sau khi bắn pháo chuẩn bị để dọn đường bãi đổ bộ tại Saipan, Guam và Tinian, chiếc tàu khu trục tham gia Trận chiến biển Philippine vào ngày 19 tháng 6, đóng góp hai chiến công bắn rơi máy bay đối phương vào thắng lợi lớn, tiêu diệt phần lớn không lực tàu sân bay của Hải quân Đế quốc Nhật Bản vốn được gọi lóng "Cuộc săn vịt trời Mariana vĩ đại". Đến giữa tháng 7, trong cuộc đổ bộ lên Guam, nó đi đến ngoài khơi hòn đảo để bảo vệ cho các tàu vận tải, và bắn rơi thêm một máy bay đối phương cũng như cứu vớt ba phi công Hải quân và một phi công Nhật bị bắn rơi. Từ khu vực Mariana, nó đi đến Palau hỗ trợ cho cuộc đổ bộ lên Peleliu và Angaur từ ngày 12 đến ngày 25 tháng 9. Rời Manus thuộc quần đảo Admiralty vào ngày 4 tháng 10, nó đi đến San Francisco, California hai tuần sau đó để đại tu.
Sau khi được huấn luyện ôn tập tại Trân Châu Cảng, Hudson quay trở lại khu vực chiến sự, đi đến ngoài khơi Iwo Jima vào ngày 19 tháng 2 năm 1945. Nó làm nhiệm vụ cột mốc radar rất quan trọng để bảo vệ phòng không trong cuộc đổ bộ và chiếm đóng hòn đảo này từ tay Nhật Bản. Trên đường quay trở về sau khi hòn đảo đã được bình định, nó cứu vớt tám thành viên sống sót từ đội bay một máy bay ném bom hạng nặng B-29 Superfortress bị rơi xuống biển vào ngày 8 tháng 3. Nhiệm vụ tiếp theo của nó cũng là cột mốc radar ngoài khơi Okinawa từ ngày 1 tháng 4, khi binh lính Hoa Kỳ chinh phục cứ điểm cuối cùng của Nhật bên ngoài các đảo chính quốc. Vào ngày 5 tháng 4, nó ghi thêm chiến công tiêu diệt chiếc tàu ngầm thứ hai trong chiến tranh, khi sau sáu giờ truy đuổi và sáu lượt tấn công bằng mìn sâu đã đánh chìm được chiếc RO-49 ngoài khơi Okinawa. Cho dù bị các đợt máy bay tấn công cảm tử Kamikaze không kích liên tục, chiếc tàu khu trục chỉ chịu một người bị thương do một chiếc Kamikaze rơi sát con tàu vào ngày 22 tháng 4, khiến một mảnh cánh máy bay trúng đầu một thượng sĩ trên tàu.
Cũng ở ngoài khơi Okinawa, Hudson được ghi nhận đã góp phần rất lớn cứu giúp một tàu sân bay. Vào ngày 4 tháng 5, một chiếc Kamikaze đã đâm trúng tàu sân bay hộ tống Sangamon (CVE-26), gây ra một đánm cháy lớn. Bất chấp nguy hiểm do đạn dược phát nổ bên trên chiếc tàu sân bay đang trôi dạt, chiếc tàu khu trục đã cặp bên mạn để tích cực trợ giúp vào việc chữa cháy. Mảnh đạn nổ trong đám cháy cùng những máy bay hư hỏng của Sangamonbị đẩy qua mạn đã gây hư hại cấu trúc thượng tầng của Hudson. Khi đám cháy cuối cùng được dập tắt, chiếc tàu khu trục chịu đựng những hư hại không thua kém nạn nhân của chiếc Kamikaze, và chiếc tàu sân bay được cứu với rất ít tổn thất nhân mạng, và được đưa về Guam để sửa chữa vào ngày 10 tháng 5.
Sau khi được sửa chữa, Hudson gia nhập Đệ Tam hạm đội ngoài khơi Okinawa vào ngày 22 tháng 6, rồi đi đến Eniwetok làm nhiệm vụ hộ tống vận tải tại khu vực quần đảo Marshall. Sau một chuyến đi hộ tống vận tải đến khu vực quần đảo Aleut, nó đi đến phía Bắc Nhật Bản làm nhiệm vụ kiểm soát và chiếm đóng các đảo nhà Nhật Bản vào ngày 8 tháng 9, sáu ngày sau khi văn kiện chính thức về việc Nhật Bản đầu hàng được ký kết trong vịnh Tokyo. Nó lại đi đến Alaska để bắt đầu nhiệm vụ chuyên chở cựu quân nhân hồi hương trong khuôn khổ Chiến dịch Magic Carpet, rồi đi đến Xưởng hải quân Puget Sound tại Bremerton, Washington để chuẩn bị ngừng hoạt động.
Hudson lên đường đi San Diego vào ngày 15 tháng 3 năm 1946, nơi nó được cho xuất biên chế vào ngày 31 tháng 5 và đưa về lực lượng dự bị tại đây. Đến tháng 1 năm 1947, nó được chuyển sang Xưởng hải quân Mare Island, California, nơi nó tiếp tục bị bỏ không cho đến khi được rút khỏi danh sách Đăng bạ Hải quân vào ngày 1 tháng 12 năm 1972, và bị bán vào ngày 27 tháng 11 năm 1973 để tháo dỡ.

## Phần thưởng
Hudson được tặng thưởng chín Ngôi sao Chiến trận do thành tích phục vụ trong Thế Chiến II.